# 何礼娜
何禮娜（英語：Hazlina binte Abdul Halim，1985年2月17日—），新加坡政治人物及前新聞主播，現任人民行動黨籍東海岸集選區國會議員。她曾任新聞媒體記者及主播，後轉入公共服務及社會工作領域，擔任新加坡婦女組織與慈善機構高層，並獲頒公共服務獎章（PBM）。

## 經歷
何禮娜於1985年出生於新加坡，自幼在本地接受教育。她完成中學後赴澳洲深造，於西澳大學取得大眾傳播學士學位，隨後在科廷大學修讀影視製作與大眾傳播碩士課程，主修國際傳媒及視覺傳播。
學成歸國後，她加入新傳媒（Mediacorp），起初擔任新聞記者，負責採訪與時事報導。其後，她逐漸轉向新聞主持崗位，成為亞洲新聞台（CNA）的新聞主播及節目主持人，以流利的英語及馬來語主持時事節目，並參與多場大型直播報導。她在新聞媒體領域的表現，使她在觀眾群中建立了專業與親和的形象。
離開新聞行業後，何禮娜投入公共事務與社會服務。她曾出任願望成真基金會（Make-A-Wish Singapore）的執行長，推動為重病兒童實現願望的公益計畫。之後，她擔任新加坡穆斯林婦女協會（PPIS）主席，致力於婦女、家庭與兒童福利的政策倡議與服務推廣，並積極參與提升女性教育與就業機會的社區項目。
在社會貢獻方面，她因長期投入公共與社會服務，獲頒公共服務獎章（英語：Pingat Bakti Masyarakat, PBM），以表彰其在公益及社區發展領域的付出。
2025年，她以人民行動黨候選人身份參加2025年新加坡大選，在東海岸集選區（盛港分區）出戰，最終以多數票勝出，成為該區國會議員，任期自2025年5月3日起開始。當選後，她被視為黨內新一代女性政治人物的代表，並在社區服務與政策推廣上延續其過去在社會服務領域的關注重點。